# Александр III (король Шотландии)
Александр III по прозвищу Славный (англ. Alexander III; ст. гэл. Alaxandair mac Alaxandair; гэльск. Alasdair mac Alasdair; 4 сентября 1241, Роксборо — 19 марта 1286, около Кингхорна, Файф) — король Альбы. Единственный сын короля Александра II и его второй жены Марии де Куси. Представитель Данкельдской династии.

## Биография
Отец Александра умер 6 июля 1249 года, и он стал королём в возрасте восьми лет, будучи коронован в Скуне 13 июля 1249 года.
Годы его юношества были отмечены борьбой за власть между двумя соперничающими партиями, одну из которых возглавлял Уолтер Комин, граф Ментейта, а другую — Алан Дорвард, юстициарий Альбы. Последний, женатый на единокровной сестре Александра Марджори (внебрачной дочери Александра II), играл доминирующую роль в самом начале правления молодого короля. Во время церемонии бракосочетания Александра и Маргарет Английской в 1251 году, Генрих III увидел возможность вынудить своего зятя принести оммаж за шотландское королевство, но Александр отказался. В 1255 году переговоры между шотландским и английским королями в Келсо привели к тому, что граф Ментейт и его партия были отстранены партией Дорварда. Но несмотря на это, они продолжали сохранять большое влияние, и, два года спустя, захватив короля, вынудили своих соперников согласиться на создание совместного регентского совета.
В 1262 году, достигнув совершеннолетия в 21 год, Александр провозгласил продолжение политики своего отца в отношении Западных островов. Он заявил свои права на них перед норвежским королём Хоконом IV. Тот отверг притязания Александра, и на следующий год организовал вторжение. Обогнув западное побережье Альбы он остановился у острова Арран, где начал вести переговоры, которые Александр затягивал, дожидаясь наступления осенних штормов. Хокон, утомлённый задержками переговоров, нанёс удар. Но лишь для того, чтобы встретиться с ужасающим штормом, существенно рассеявшим и повредившим его корабли. Результат битвы при Ларгсе 2 октября 1263 года оказался неопределённым, но сделал положение Хокона безнадёжным. В отчаянии он повернул домой и скончался на Оркнейских островах 15 декабря 1263 года.
Теперь острова лежали у ног Александра, и в 1266 году преемник Хокона заключил Пертский договор, согласно условиям которого он уступал остров Мэн и Западные острова Альбы в обмен на деньги. За Норвегией сохранялись лишь Оркнейские и Шетландские острова. В 1284 году Александр пожаловал титул Лорда Островов главе семьи Макдональд — Ангусу Макдональду. После этого более двух веков Макдональды правили островами подобно королям, постоянно противостоя шотландской монархии.
Александр женился на принцессе Маргарите Английской, дочери короля Генриха III Английского и Элеоноры Прованской, 26 декабря 1251 года. Она умерла 26 февраля 1275 года, родив ему трёх детей:
1. Маргарет Шотландская (28 февраля 1261 — 9 апреля 1283), вышедшая замуж за короля Эрика II Норвежского.
2. Александр Шотландский (21 января 1264, Джедборо — 17 января 1284, аббатство Линдорис); похоронен в Данфермлинском аббатстве.
3. Давид (20 марта 1272 — июнь 1281, замок Стерлинг); похоронен в Данфермлинском аббатстве.

К концу правления Александра смерть всех его трёх детей поставила вопрос о престолонаследии в разряд первостепенных. В 1284 году он вынудил Сословия королевства признать его наследницей внучку Маргарет, «Норвежскую Деву». Необходимость наследника мужского пола привела его к заключению второго брака с Иоландой де Дрё, который состоялся 1 ноября 1285 года.

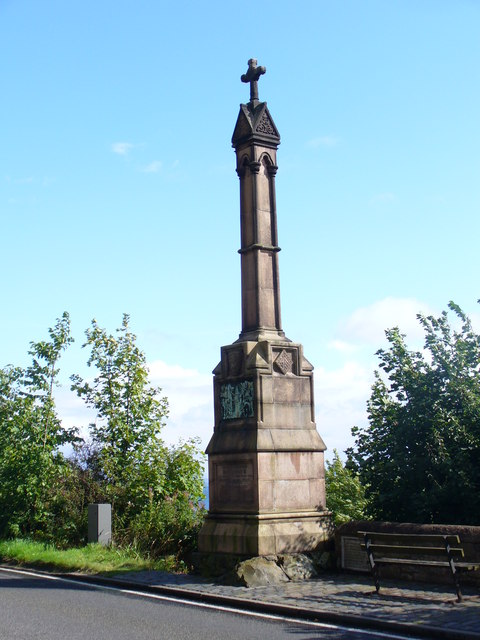
Мемориальный обелиск на месте гибели короля Александра III

Но неожиданная смерть короля разрушила все надежды. Александр погиб, упав с лошади во время ночного путешествия к своей королеве в Кингхорн (Файф) 19 марта 1286 года. Александр отделился от своих проводников и, видимо, в темноте его лошадь оступилась. 44-летний король утром был найден мёртвым на берегу. Некоторые источники говорят о том, что он упал на скалы. И хотя в том месте, где он был найден, скал нет, тем не менее, есть обрывистая набережная, падение с которой оказалось фатальным в темноте. После смерти Александра его сильное государство окунулось в тёмный период, который в результате привёл к войне с Англией. Если бы Александр, который был сильным королём, остался жив, всё могло бы быть иначе. Он был похоронен в Данфермлинском аббатстве.
Поскольку Александр не оставил детей, наследником стали считать ещё нерождённое дитя королевы Иоланды. Когда беременность Иоланды закончилась ничем в ноябре 1286 года, наследницей Александра стала его внучка Маргарет Норвежская Дева. Она умерла, так и не будучи коронованной, на своём пути в Шотландию в 1290 году. Коронация Джона Баллиола 30 ноября 1292 года положила конец шестилетнему междуцарствию, во время которого страной правили Хранители Шотландии.